# Jakub Horák (vědec)
Jakub Horák (* 24. října 1979 Pardubice) je český vědec a pedagog.

## Život
Maturoval na Gymnáziu Pardubice. Vystudoval obor lesnictví na tehdejší fakultě lesnické a environmentální ČZU v Praze. Během tohoto studia vystudoval dálkově obor zahradnictví na fakultě agrobiologie, potravinových a přírodních zdrojů tamtéž. Doktorát z ekologie dokončil v roce 2009 na fakultě životního prostředí. V roce 2015 se habilitoval v oboru ochrana lesa na fakultě lesnické a dřevařské.

## Vědecká činnost
Jeho hlavními vědeckými tématy jsou biodiverzita a biostatistika. Zabývá se především studiem lesních, zemědělských a městských ekosystémů a jejich vlivem na biotu. Publikoval téměř 100 vědeckých publikací v renomovaných mezinárodních časopisech. Působí také v několika edičních radách zahraničních vědeckých časopisů. Věnuje se také popularizaci vědy především formou článků a přednášek.

## Pedagogická činnost
V současné době Jakub Horák přednáší na fakultě lesnické a dřevařské a fakultě životního prostředí ČZU v Praze, a dále na přírodovědecké fakultě Univerzity Hradec Králové.
Vyučuje především předměty týkající se ekologie (obecná ekologie, ekologie lesa, ekologie krajiny, ochrana a péče o ekosystémy). V anglickém jazyce vyučuje ochranu lesa a ekologii. Pro doktorské studium vyučuje například prostorovou statistiku, sběr a hodnocení dat, krajinnou biodiverzitu a péči o lesní ekosystémy.

## Dílo
Je autorem třech skript:
- Introduction to Forest Protection (2014) ISBN 978-80-213-2483-1.
- Ekologie 1 (2019) ISBN 978-80-213-3001-6.
- Ekologie 2 (2020) ISBN 978-80-213-3091-7.